# James Henderson (Fußballspieler, 1867)
James Henderson (* 1867 in Thornhill; † unbekannt) war ein schottischer Fußballspieler.

## Karriere
James Henderson spielte in seiner Fußballkarriere zunächst zwischen 1890 und 1892 für den damaligen schottischen Erstligisten, die Glasgow Rangers. Sein Debüt für die Rangers gab er im Dezember 1890 im schottischen Pokal gegen Third Lanark. In der Saison 1890/91 kam er auf 14 Ligaspiele und sechs Tore. Die Saison beendeten die Rangers als Schottischer Meister.
Im Jahr 1892 traten die Rangers nach einer Einladung von Arsenal-Gründer David Danskin für ein Freundschaftsspiel gegen Woolwich Arsenal an.  Unmittelbar nach dem Spiel unterzeichnete Henderson einen Vertrag in London. Sein Debüt gab er im FA Cup in der „Preliminary Round“ gegen die Highland Light Infantry. Henderson beendete als Arsenals Top-Torschütze mit wettbewerbsübergreifend 18 Saisontoren die Zweitligasaison 1893/94.
Im Jahr 1895 kehrte er nach Schottland zurück.

## Erfolge
mit den Glasgow Rangers
- Schottischer Meister (1): 1891